# برج سنترال پارک
برج سنترال پارک (انگلیسی: Central Park Tower) آسمان‌خراشی واقع در منهتن نیویورک سیتی است. این برج دومین  ساختمان بلند در ایالات متحده و ۱۵مین ساختمان بلند در جهان است.

## یادداشت
1. ↑  بالاترین طبقه ۹۸ام است که ۱۳۶ نامگذاری شده.